# Vahava-projekt
A Vahava-projekt (Változás-hatás-válaszadás) 2003 nyarán indult munkában több száz tudós, kutató, szakember vett részt. Vezetője Láng István akadémikus. Meghatározták a magyarországi klíma változásának várható irányát, elemezték ennek az egyes ágazatokra és szakterületekre valószínűsíthető hatását. Az Éghajlatkutatók Fóruma a Nemzeti éghajlat-változási stratégiát állítja össze, mely a Vahava-projekt munkáján alapszik.
Megállapították: további melegedésre és szárazodásra kell felkészülni, szélsőséges időjárási jelenségekkel. Előkészületek kívánatosak, erre vonatkozó javaslataikat kidolgozták és közzétették. Lényeges a döntéshozók, az önkormányzatok, a vállalkozók és a lakosság megfelelő felkészítése, hiteles tájékoztatása, megfelelő információkkal való ellátása. 
Ugyanakkor hazánknak hozzá kell járulnia a globális felmelegedés további megfékezéséhez. 
Ehhez a szén-dioxid-kibocsátás csökkentését kell elérni: Magyarország kiotói vállalásai egyelőre teljesülnek, de hosszabb távon szükséges az alternatív erőforrások fokozottabb bevonása az energia-ellátásba. Komoly tartalékok rejlenek az energiatakarékosságban és az energia-hatékonysági fejlesztésekben is. Mindezek konkrét gazdasági haszonnal is járnak: a fajlagos energia-felhasználás csökkentése javítja a termelékenységet, fokozza az energia-ellátás biztonságát és csökkenti hazánk függését az energiaimporttól.

## Külső hivatkozások
- MTA.hu: VAHAVA-projekt
- MTA.hu:A VAHAVA-projekt zárókonferenciája
- hidrologia.hu: Az éghajlatváltozás hatása az árvízhelyzetre és a VAHAVA-projekt javaslatai, írta: Dr. Harkányi Kornél
- Kiskunsági Nemzeti Park - VAHAVA